# 音楽理論
音楽理論（おんがくりろん、英語：music theory）とは、音楽学の一分野で、音楽の構造や手法を理論立てて説明するもの、またその論。
西洋音楽の音楽理論のうち一般的な事柄をまとめたものを音楽通論といい、楽譜の読み書きに用いる規則をまとめたものを楽典という。
古代から中世にかけてのヨーロッパでは、音楽は自由七科の一科目として取り上げられ、文法学・修辞学・論理学などと同じように数学的・哲学的に理論立てられ説かれてきた。
歴史的に知られた音楽理論家には、音の協和を説いたピタゴラス学派や逍遙学派アリストクセノス、古代音楽理論を編纂し中世ヨーロッパにもたらしたボエティウス、旋法を説いたフクバルドやグラレアヌス、譜表による記譜法を編み出したグイード・ダレッツォ、対位法を説いたジョゼッフォ・ツァルリーノやヨハン・ヨーゼフ・フックス、平均律を数学的に示したマラン・メルセンヌがいる。近代には機能和声を説いたジャン＝フィリップ・ラモー、管弦楽法を説いたエクトル・ベルリオーズがいる。